# Казель-Гольциг
Казель-Гольциг (нем. Kasel-Golzig) — община в Германии, в земле Бранденбург.
Входит в состав района Даме-Шпревальд. Подчиняется управлению Гольсенер Ланд. Население составляет 733 человека (на 31 декабря 2010 года). Занимает площадь 34,25 км².
Коммуна подразделяется на три сельских округа.
| Год  | Население |
| ---- | --------- |
| 2005 | 791       |
| 2010 | 746       |